# Anelaphus pumilus
Anelaphus pumilus es una especie de escarabajo longicornio del género Anelaphus, categorizada en la tribu Elaphidiini, de la subfamilia Cerambycinae. Fue descrita por Newman en 1840.

## Descripción
Mide 8-11 mm de longitud.

## Distribución
Se distribuye por Canadá y Estados Unidos.